# Paz Errázuriz
Paz Errázuriz, née le 2 janvier 1941 à Santiago est une photographe chilienne.
Elle s'intéresse aux communautés marginalisées telles que personnes qui vivent dans la rue, personnes trans, patients et patientes d’hôpitaux psychiatriques et les artistes de cirque pendant la dictature militaire au Chili,.
Paz Errázuriz dit à propos de son travail:« Ce sont des sujets que la société ne regarde pas, et j'ai l'intention d'encourager les gens à oser regarder ».
Elle est la cofondatrice de l'Association de Photographes Indépendants (IFA).

## Son travail
Elle commence à photographier dans la rue au moment du coup d’État d’Augusto Pinochet. Son moyen de résistance est la photographie.
Ses débuts en tant que photographe sont marqués par la dictature chilienne. Comme tous les Chiliens, elle vit couvre-feu, arrestations et persécutions. Ses projets vont à l'encontre des règles dictées par le régime militaire car elle entre en contact avec des personnes de tous âges et de milieux très différents : lutteurs, travestis, prostituées, aveugles, alcooliques, mendiants ou encore malades mentaux.
En 1986, la Fondation John-Simon-Guggenheim lui attribue une bourse. C'est la première femme à recevoir cette bourse reconnue en Amérique latine. C'est grâce à cette reconnaissance qu'elle achète son premier appareil neuf.
Depuis le début, elle a une insatiable curiosité pour le genre humain. Son travail s’inscrit dans le genre du documentaire social.

## Collections
Son travail a été exposé au Musée d'Art Moderne, Tate, et au Musée National des Beaux-Arts (Chili)

## Publications
- Photographs by Paz Errázuriz [et al.] Texts by Marco Antonio de la Parra et Ariel Dorfman. Edited with Susan Meiselas, Chile from within, 1973-1988, New York, 1990, 1re éd. (ISBN 978-0-393-30653-8)

## Expositions
- 2015 : 56e Biennale de Venise, Venise, Pavillon Chilien
- 2018 : Musée De Brooklyn, Brooklyn, Radical Femmes : L'Art Latino-Américain, 1960-1985
- 2021 : Musée d'Art Miguel Urrutia, Bogota, Paz Errázuriz. Colecciones Fundación Mapfre[9].
- 2024 : Maison de l'Amérique latine, Paris : Histoires Inachevées[10]

## Récompenses
- 1986 : Bourse Guggenheim[11]
- 2015 : Prix PHotoEspaña[12]
- 2017 :
  - Prix de la Photographie Madame Figaro - Rencontres d'Arles
  - Prix national des Arts plastiques du Chili